# 佐野市
佐野市（日语：／ Sano shi */?）是栃木縣西南部（安足）的一市。旧安蘇郡。2005年2月28日設立，由旧佐野市、安蘇郡田沼町、同郡葛生町新設合併成立。人口約12萬，次于足利市位居縣內第5位。

## 友好城市
- 日本滋贺县彦根市
- 日本福冈县蘆屋町
- 美国宾夕法尼亚州兰开斯特
- 中华人民共和国浙江省衢州市